# 화신그룹
화신그룹은 대한민국의 기업집단이다.

## 역사

### 광복이전 (1926년 ~ 1945년)
1926년 유재 박흥식 창업주가 선일지물을 세워초기에는 종이 도매업 등을 하다가 1930년에 신태화로부터 귀금속점 화신상회를 사들여 법인화됐다.
1934년 화신연쇄점을 개설해 화재로 인해 전소되는 비난을 겪어오다가 1935년 대동흥업도 세운뒤 1937년 종로통에 화신백화점을 개업했다. 1939년 서우사법학교를 인수 1941년 화신연쇄점, 화신무역, 화신지물 3개를 통합해 화신상사로 개편하고 1944년 조선비행기공업도 설립했다.

### 광복이후 (1945년 ~ 1970년대 후반)
다른한편 1945년 광복과 함께 1948년 조선우선으로부터 앵도환을 빌려 마카오등 해산물수출도 했다가. 북한과도 비공식적으로 교역코자 했으나
1934년에 화신연쇄점을 열었으나 이듬해 1월 화재로 전소되는 수난을 겪다가 1937년 종로통에 '화신백화점'을 열어 성업했다. 다른 한편 1935년에 대동흥업을 세우고 1939년 서우사범학교를 인수했으며, 1937년 중일전쟁 이후 일제의 침략전쟁에 적극 협조해 각종 매체에 일본군 지원입대 권유를 하기도 했고, 1941년 화신연쇄점, 화신무역, 화신지물 3개를 통합해 화신상사로 개편한 뒤 1944년에는 조선비행기공업을 세웠다. 1949년 반민특위 설치 후 박흥식이 구속되고 앵도환도 북한 당국에 의해 압류됐다.
1950년 화신, 화신상사, 화신백화점을 화신산업으로 출범하여 1953년 종전후 흥한방적을 세우고 1955년 화신백화점 근처에 신신백화점을 세웠다. 1962년 신신무역에서 흥한화섬으로 재창립해 송도유원지개발의 목적으로 인천도시관광도 세웠으나 1966년 흥한화섬은 경기도 남양주에 공장을 세웠다. 다만 경영악화로 한국산업은행에 관리를 받았다. 1972년 화신전기를 1973년에 화신쏘니 및 화신레나운 그리고 75년에 화신타이거리싱도 세워 재기했으나 제1차오일쇼크를 거치며 수렁에 빠져 위기에 놓인다.

### 몰락과 공중 분해 (1970년대 후반 ~ 1980년)
그러나 박흥식은 재무부에 구제금융을 요청했으나 거절당한 채 1980년 10월에 부도와 동시에 해체되었다.

## 해체직전 과거계열사
- 화신산업
  - 화신백화점
  - 신신백화점
  - 주도흥업
  - 인천도시관광
- 화신전자
- 화신전기
- 화신전기판매
- 흥한방적
- 흥한화섬
- 화신레나운
- 화신타이거리싱
- 화신에바라인필코
- 흥한재단
- 학교법인 광신학원(광신고등학교, 광신방송예술고등학교, 광신중학교)

## 같이 보기
- 화신백화점
- 소니
- 박흥식